# Геренилото
Улица „Геренилото“ е калдъръмена улица в град Копривщица, Ламбовска махала.
Започва от площад „20-ти Април“ в посока на запад. От тук води началото си познавателната и туристическа обиколка на града музей. Тук се намира етнографският музей „Ослекова къща“. През малко комшулуче може да се влезе в задния двор на Марковата („Дантелената“) къща (1832), но тя не е музей. Няколко метра по-нагоре се е намирала изгорялата през 2001 година къща на Михаил Маджаров.
В края на стъпалата е създаден малък парк с поставен бюст-барелеф на Димчо Дебелянов, изработен от Джоко Радивоевич, построен по времето, когато майстора е живял и работил в града. Тук може да се види и къщата на Генчо Стайков (1856). Кръстопътят на това място надясно води към къщата музей на Димчо Дебелянов, родния дом на поета, и към Художествената галерия „Палавееви къщи“. Наляво се намират храмът „Успение Богородично“ и гробът на Димчо Дебелянов.
Като се продължи на запад и в ляво се стига до Бяла река, а пътят покрай нея води към местностите „Миризливата скала“ и „Каравелова поляна“, връх Бич (1449 m), хижа „Павел Делирадев“ и Панагюрски колонии. Ако вместо това пътникът се насочи на дясно и нагоре по път „Райна Кацарова“ се стига до местността „Войводенец“, където се провежда Националния събор на българското народно творчество.

## По стъпалата на „Геренилото“
По „Геренилото“ на 20 април 1876 година Каблешков изпратил в Панагюрище до тамошния революционен комитет и Георги Бенковски знаменитото „Кърваво писмо“. Писмото е пренесено от 19-годишния Георги Салчев, който изминал 5-часовия път от Копривщица до Панагюрище само за 2 часа. Точно преди Панагюрище, конят на преносителя на кървавото писмо издъхва от натоварването.
Всяка година по време на празненствата (1 – 2 май) по случай на събитията от 1876 година при театрализираното по сценарий на Петко Теофилов и Недельо Меслеков възпроизвеждане на моменти от обявяването на Априлското въстание по стъпалата на „Геренилото“ конникът с „Кървавото писмо“ се устремява отново към Панагюрище.
Празненствата се организират от Община Копривщица, Дирекцията на музеите и Народното читалище в града. Артистите са от местното население и клуб „Традиция“.

## Сцени от български игрални филми, заснети тук
- „Хитър Петър“ – комедия от 1960 г.
- „Шибил“ – драма от 1968 г.
- „Капитан Петко войвода“ – историческа драма от 1981 г., една от сериите